# Histoire des Juifs à Kępno
L'histoire des Juifs à Kępno commence dès la seconde moitié du XVIIe siècle, avec l’octroi d’un privilège d’établissement les autorisant à s’installer en ville et à pratiquer le commerce et l’artisanat. La communauté se développe rapidement jusqu’à représenter plus de la moitié de la population de la ville dans la première moitié du XIXe siècle. Mais très rapidement, en raison de l’émigration aussi bien vers les grandes villes allemandes qu’à l’étranger, la population juive va décroitre pour représenter moins de 3% au déclenchement de la Seconde Guerre mondiale. Le peu de Juifs restant sera dans sa grande majorité assassiné pendant la Shoah. Actuellement, il n’y a plus de Juif à Kępno
Kępno (en allemand Kempen) est une ville de Pologne, chef-lieu d’un powiat de la voïvodie de Grande-Pologne. Située à 80 km à l’est de Wrocław, elle compte actuellement un peu moins de 14 000 habitants. 
Annexée par le royaume de Prusse en 1793, la ville rejoint la Pologne le 17 janvier 1920 après la Première guerre mondiale. Envahie dès le premier jour de la Seconde Guerre mondiale par l’armée allemande, elle est libérée de l’occupation nazie par l’Armée rouge le 21 janvier 1945.

## Histoire de la communauté juive

### L'arrivée des Juifs à Kępno
Située à l'intersection de deux importantes voies de communication : Wrocław-Varsovie et Poznań-Cracovie, le lieu est propice à l'établissement et à une activité économique animée, d'où l'arrivée dès le XVIIe siècle de nombreux colons à Kępno, principalement des protestants allemands et des Juifs.  
Á la demande d'Adam Biskupski de Rudnik, propriétaire de Kępno, le roi Jean Casimir à Cracovie accorde à Kępno le droit de cité le 20 décembre 1660 en précisant en détail les libertés et les droits auxquels elle a droit. Le 2 décembre 1661, Adam Biskupski accorde à la ville un privilège de localisation, préalablement approuvé par la Diète.
Les premières familles juives sont arrivées à Kępno dans la seconde moitié du XVIIe siècle. Représentant environ 50 personnes, elles s'installent dans le faubourg oriental de la ville appelé « Kamchatka ». Certaines sont originaires de Kościan, d'où elles ont été contraintes de partir en 1678. Le 16 mai 1674, Marcin Olszowski, alors propriétaire de la ville, accorde aux Juifs de Kępno un privilège d'établissement, qui leur permet de construire une rue avec des maisons exclusivement pour eux. Dans cette rue, appelée jusqu'en 1919 Tempelstrasse (plus tard rue juive et aujourd'hui rue Orzeszkowa), il est interdit aux personnes de confession chrétienne de construire des maisons. Ce privilège leur permet également de construire une synagogue, une école, un bain rituel, une maison pour le rabbin et le chantre, et un cimetière. Le propriétaire de la ville autorise également le commerce en coudées et en balances. Les Juifs sont autorisés à faire du commerce de tissus, de sel, de harengs, de poissons, de soie et de produits en lin, à la fois pendant les foires, sur la place du marché et dans les rues avoisinantes. Ils ont la liberté d'exploiter des ateliers de couture et de fourrure. Le privilège ne mentionne toutefois pas s'ils peuvent être affiliés à une guilde d'artisans. Le document contient également une disposition interdisant aux Juifs d'acheter du matériel d'église. En revanche, ils sont autorisés à prêter de l'argent, en échange de quoi ils peuvent recevoir un gage, qui peut être vendu si la dette n'est pas remboursée au bout d'un an et six semaines. Un privilège délivré par Martin Olszowski fixe les règles pour trancher les litiges: si un chrétien est en conflit avec un Juif, il doit d'abord demander au juif le plus ancien (rabbin) de régler le différend, et ce n'est que si sa décision lui semble erronée qu'il peut faire appel au seigneur de la ville. Il en va de même lorsqu'un juif accuse un chrétien. Les privilèges accordés aux Juifs sont successivement confirmés et complétés en 1692, 1714, 1744, 1752 et 1780.
Le 20 novembre 1689, le curé de la paroisse catholique de Kępno publie également un document exigeantavit, dans lequel il garantit aux juifs locaux la liberté de mener leurs propres pratiques religieuses. La synagogue est construite en 1689 et devient rapidement célèbre dans toute la Pologne, notamment grâce à son intérieur original décoré de bois. En 1691, un incendie éclate et détruit de nombreuses maisons juives. 

### L'expansion de la communauté juive
L'afflux de nouveaux colons dans la ville conduit à la formation de trois groupes principaux basés sur la religion : les Polonais catholiques romains, les Allemands protestants venus de Silésie et les Juifs. À l'époque, les divisions religieuses sont si grandes que chaque groupe vit séparé des autres. Les Juifs supportent le plus lourd fardeau fiscal, ce qui suggère qu'ils sont déjà la communauté la plus développée économiquement à Kępno. Au fil des ans, le propriétaire de la ville augmente les impôts en taxant par exemple le fumage du hareng pratiqué par les Juifs. Il impose aussi le contrôle des « poids de la ville ». En outre, les Juifs lui versent annuellement 2 150 thalers uniquement pour l'abattage des animaux .
Aux XVIIe et XVIIIe siècles, les Juifs de Kępno envoient leurs représentants aux sessions du Conseil des Quatre Pays (Waad), ce qui démontre l'importance de la communauté de la ville. 
En 1782, Szmul Herzlikiewicz arrive à Kępno et fonde une fabrique de savon et une auberge où logent les marchands ambulants. A cette époque, les Juifs exploitent également 7 distilleries et 2 auberges. En 1793, environ 1 200 Juifs vivent à Kępno, soit à peu près le même nombre que les chrétiens.
Á cette époque, alors que la ville est annexée par le royaume de Prusse, de nombreux artisans juifs y travaillent : 18 fourreurs, 15 tailleurs, 13 bouchers, 10 forgerons, 6 boulangers, 4 gantiers, 3 orfèvres, 2 drapiers, un savonnier, un sellier et un ferblantier. Pendant la période de partition, les Juifs de Kępno maintiennent leur activité économique. 
Avec le développement de l'industrie (brasseries, fabriques de cigarettes, de cigares, de savon et d'ouate), du commerce de gros et de détail et de l'artisanat, la prospérité d'une partie importante des Juifs de Kępno s'accroît. Á la fin du XVIIIe siècle, certains Juifs obtiennent l'autorisation du propriétaire de la ville d'acheter des maisons sur la place du marché, ce qui témoigne de leur grande influence à Kepno.
À l'époque, à Kępno, les fidèles juifs assistent aux offices dans une synagogue en bois construite en 1689, qui nécessite déjà d'importantes réparations et s'avère trop petite pour la population juive croissante de la ville. En mars 1814, une réunion sur le sujet se tient dans la maison du rabbin de Kępno, Israel Janusz Laudan, au cours de laquelle il est décidé de procéder à la construction d'une synagogue en briques. Le 31 mars 1814, un contrat pour la construction de la synagogue est conclu entre les architectes Friedrich Wilhelm et Karl Friedrich Scheffler, également maîtres maçons et charpentiers de la ville silésienne de Brzeg, et la communauté juive de Kępno, représentée par Baruch Wollman et S. Schager. La construction est achevée dès l'année suivante. La façade de la synagogue de Kępno est inspirée de celle de l'opéra de Berlin et unique parmi les monuments de l'architecture synagogale en Pologne et dans d'autres pays d'Europe centrale. La synagogue de Kępno sera rénovée en 1893 et en 1926.

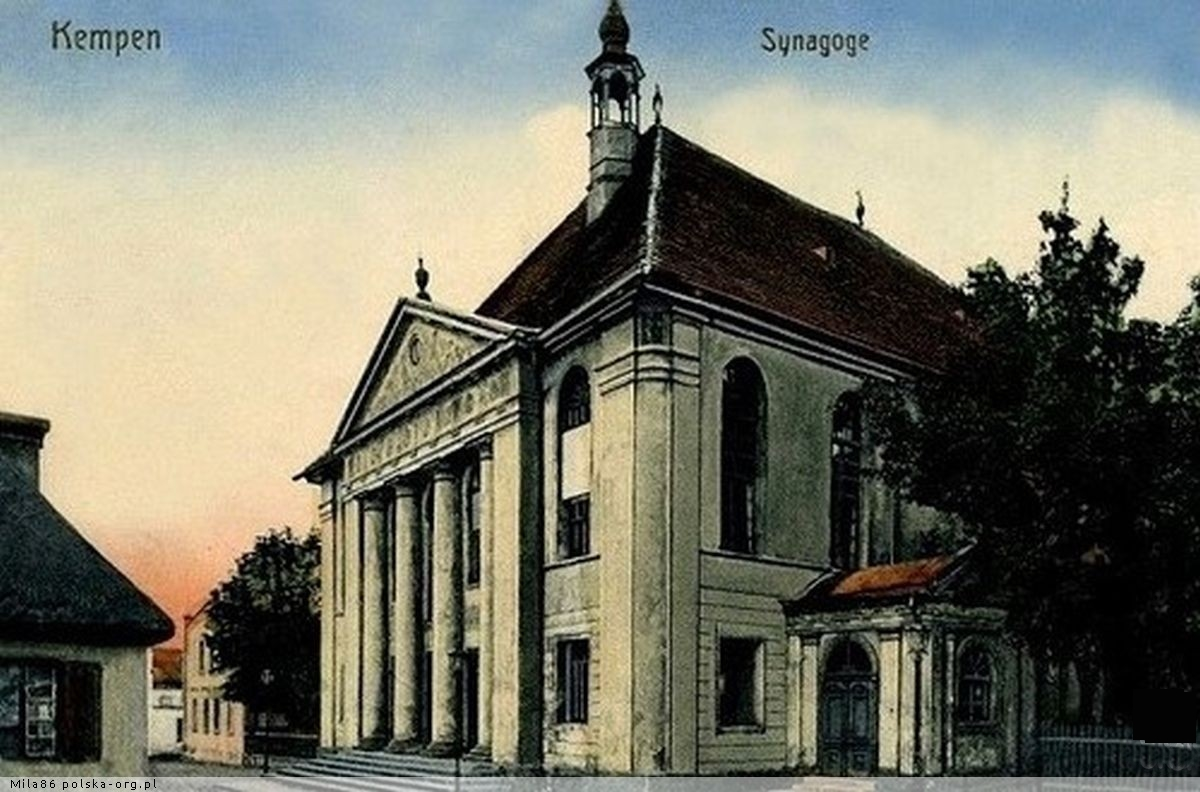
Synagogue vue de la rue Lazienkowa
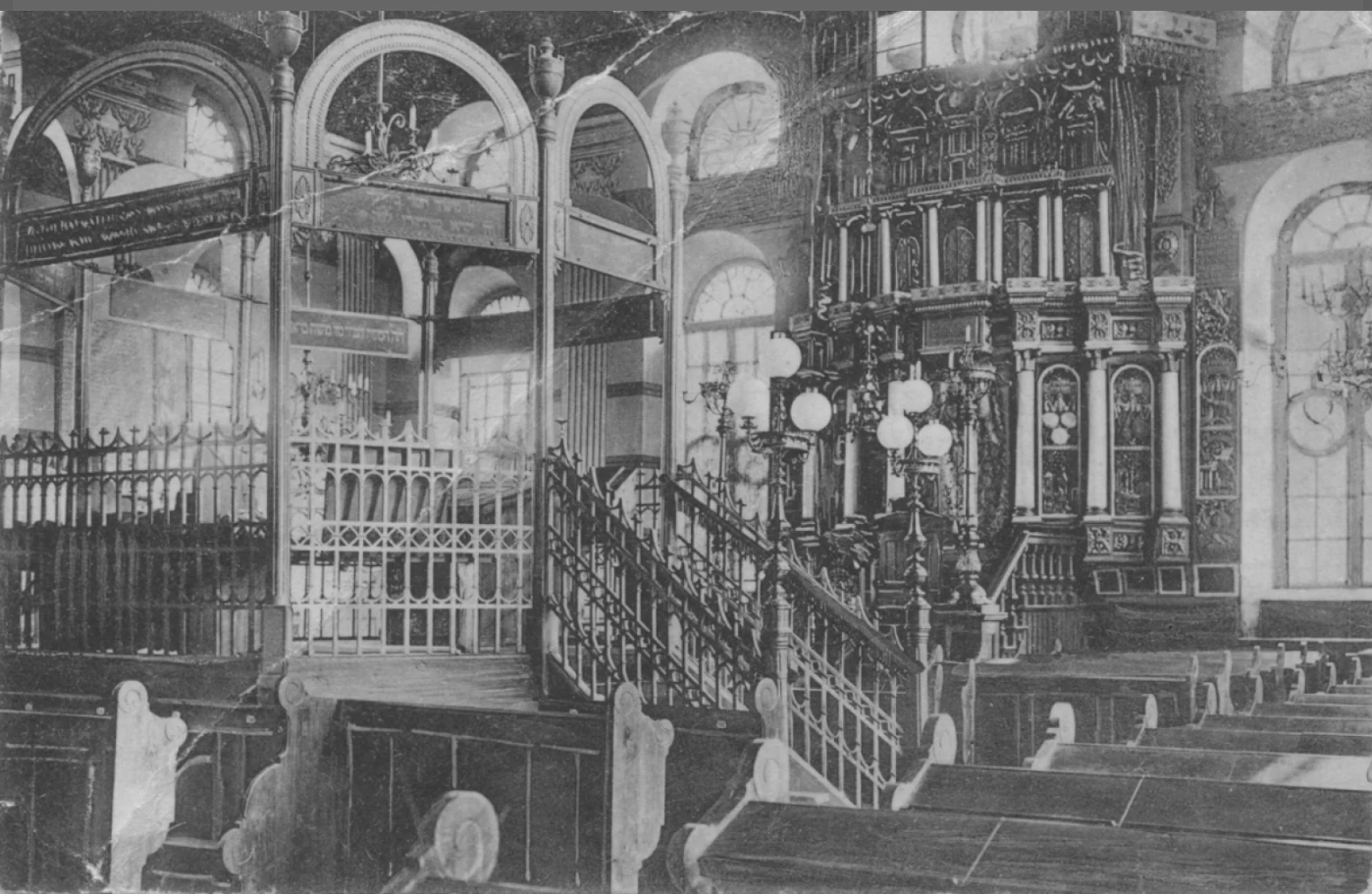
Intérieur de la synagogue
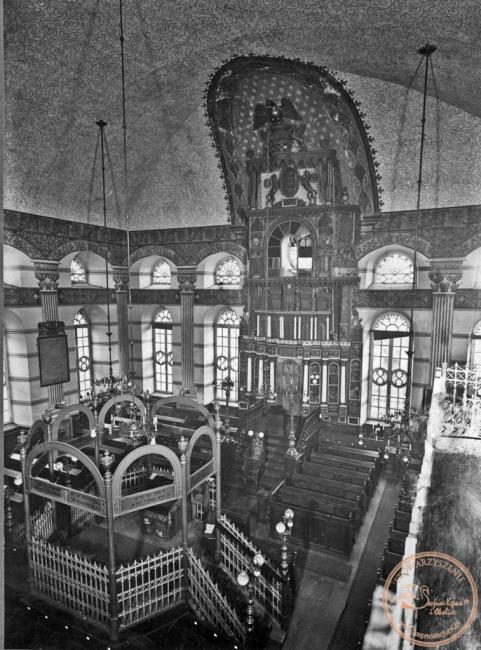
Intérieur de la synagogue

La même année, une école primaire juive est ouverte. En 1840, la ville compte 4 000 Juifs. Au cours de cette période, Kępno devient connue comme une « ville juive » (Judenstadt) et de nombreux immigrants de la Pologne du Congrès, de Lituanie et de Galicie (Brody) s'y installent. En 1862, sur 373 maisons existant à Kępno, 156 appartiennent à des Juifs locaux. Sur la place du marché, l'une des plus grandes de la Grande Pologne, sur 42 bâtiments, un seul appartient à un Polonais, 5 à des Allemands, 2 à la ville, et 34 à des Juifs.  Traditionnellement, ils exercent des activités commerciales (cuir, céréales, fer, bois, farine) ou des métiers artisanaux tels que cordonniers, tailleurs ou fourreurs. La ville est également célèbre pour ses musiciens juifs, beaucoup d’entre eux trouvant un emploi dans des orchestres allemands.
En 1879 les Juifs sont propriétaires de 239 maisons de la ville sur un total de 429 bâtiments, tandis que les Allemands et les Polonais n’en possèdent chacun que 95 à cette époque.
À partir du milieu du XIXe siècle, les Juifs de Kępno commencent à émigrer vers des grandes villes allemandes économiquement plus développées, telles que Posen (Poznań) et Bromberg (Bydgoszcz), ou vers des villes non encore habitées par des Juifs, telles que Kosten (Kościan) et Pleschen (Pleszew). ainsi que vers l'Angleterre, les États-Unis, l'Amérique du Sud et l'Amérique centrale et plus particulièrement le Guatemala et le Salvador. Il est intéressant de noter que la plupart des habitants de la ville américaine de Carson City dans le Nevada, au XIXe siècle sont originaires de Kępno[. À Breslau (Wrocław), ils s'installent principalement dans la Garteustrasse (rue Ogrodowa), où ils fondent même une association des anciens de Kępno. 
À la fin du XIXe siècle, le gouvernement allemand, ayant constaté que les Juifs de Kępno bénéficient de conditions commerciales très favorables, décide de limiter leurs privilèges. Les Juifs sont notamment obligés de payer un impôt de conscription et des restrictions sont imposées à leur commerce. Ceci amplifie l’émigration. Des familles juives entières quittent Kępno pour l'Ouest, à la recherche de conditions sociales et économiques plus favorables dans d'autres pays. Les appartements laissés vacants sont occupés par des Polonais et des Allemands venus s'installer dans la ville. La conséquence de cette émigration, est la lente diminution de la population juive de Kępno. En 1910, elle s'élève à 739 personnes. Les Juifs siègent dans les autorités de la ville: Hermann Bloch est président du conseil municipal,  tandis qu'Isaac Bloch et R.A. Schacher en sont membres.
Au début du XXe siècle, l'émigration des Juifs de Kępno vers la Silésie et, plus loin, vers l'Amérique, où les Juifs les plus riches sont partis en premier, fait que, juste avant le début de la Première Guerre mondiale, les Juifs ne représentent plus que 11,5 % de la population totale de la ville.

### L'émigration massive des Juifs
Quand la Pologne retrouve son  indépendance après la Première Guerre mondiale, de nombreux Juifs culturellement assimilés à l'Allemagne quittent Kępno pour se réinstaller en Allemagne. Seules 35 familles juives restent à Kępno, le plus souvent propriétaires d'impressionnants immeubles sur la place du marché. 
Les juifs qui décident de rester à Kepno sont couverts par les réglementations légales accordées par le chef de l'État Józef Piłsudski par le décret du 7 février 1919. Il s'agit de la base légale pour le fonctionnement de la religion juive en Pologne. La communauté religieuse juive de Kępno a le caractère d'une corporation obligatoire dans l'entre-deux-guerres, et elle associe également les juifs non croyants. Elle appartient à la ‘’Żydowskiego Związku Religijnego’’ (Union religieuse juive). Outre les questions religieuses, telles que le recrutement d'un rabbin, l'entretien d'une synagogue, d'une maison de prière, d'un cimetière, d'un abattoir casher ou d'un ‘’mikvé (bain rituel), la communauté est également impliquée dans la collecte des impôts et dans des activités caritatives. Dans l'entre-deux-guerres, les Juifs jouissent des mêmes droits que le reste des habitants de la ville, mais malgré cela, de nombreuses familles juives quittent encore la ville. 
Selon le recensement de 1921, les Juifs ne représentent plus qu'environ 2,5 % de la population totale, avec un total d'environ 150 personnes. C’est une décroissance rapide, si l'on tient compte du fait que 50 ans auparavant, la population juive représentait plus de 40 % de la population de Kępno. Les principaux revenus de ceux qui restent proviennent, comme les années précédentes, du commerce et de l'artisanat. À la fin des années 1920 et au début des années 1930, lorsque les effets de la crise économique mondiale atteignent également Kępno et que le chômage augmente, de nombreux Juifs sont contraints de chercher du travail dans les villes industrielles de Pologne et d'Allemagne. Cette situation entraîne une nouvelle vague d'émigration de la main-d'œuvre de Kępno. Aux États-Unis, la plus grande concentration de Juifs de Kępno dans les années 1930 se trouve à New York. Ils ont même leur propre allée de cimetière, où seules les personnes originaires de Kępno et leurs descendants sont enterrées.
Au cours de cette période, un fonds d'entraide spécial sans intérêt est créé à Kępno, pour les Juifs indigents, mais aussi pour les commerçants et les artisans. À la même époque, d'autres organisations sociales juives sont actives dans la ville, comme l'association de bienfaisance ‘’Gemilus Chesed’’, présidée par Markus Halberstamm, qui compte 27 membres. Une autre organisation sociale active à Kępno est l'association des femmes juives, présidée par madame Tiefenbrunn, qui dirige le travail de 33 femmes. En 1933, la plus ancienne association juive de la ville, l'’’Israelitischer Kranken - Verpflegungs und Beerdigungsverein’’ (Association pour l'assistance aux malades juifs, les soins aux nécessiteux et les enterrements), fondée en 1690[29], est toujours active et compte 23 membres.

### La Seconde Guerre mondiale et la fin de la communauté juive
Juste avant la Seconde Guerre mondiale, 210 Juifs vivent à Kępno. Certains d'entre eux, pressentant la menace, quittent la ville pour l'est de la Pologne juste avant le début de la guerre. Parmi eux se trouve la famille du rabbin Markus Halberstamm, qui survit à la Shoah et s’installera après la guerre aux États-Unis, où il décèdera en 1984.
Kępno, en tant que ville frontalière, est occupée par l'armée allemande le premier jour de la guerre, le 1er septembre 1939. À midi, la première voiture de reconnaissance nazie pénètre sur la place du marché de Kępno. Peu après, les premières unités de l'armée allemande commencent à entrer dans la ville par le sud, le long de la rue Sienkiewicza. Les Juifs restés en ville ainsi que ceux des villages alentour, soit environ 250 personnes sont déportés en octobre 1939 vers la ville voisine de Wieruszów, puis vers le ghetto de Łódź. La plupart d'entre eux sont ensuite assassinés dans le Centre d'extermination de Chełmno ou celui d’Auschwitz,,. Au début de l'année 1940, il ne reste probablement plus aucun juif à Kępno.
Un seul habitant de Kępno échappe à la mort à Auschwitz : Abracham Pankowski, né le 27 septembre 1923, qui transporté à Auschwitz depuis le camp de travail de Krzesin, réussit à s'échapper de la colonne lors de l'évacuation du camp en janvier 1945, au cours de ce que l'on appelle la « marche de la mort ».
Après la guerre, en 1945, seuls 8 Juifs de Kępno retournent à Kępno, qu'ils vont rapidement quitter. Lors du recensement effectué en 1946, aucun résident juif n'a été enregistré. À l'heure actuelle, plus aucune personne ayant des racines juives ne vit à Kępno.

## Personnalités juives nées à Kępno
- Hermann Aron (de)  (1845-1913) – chercheur prussien en génie électrique
- Jakob Baßfreund (de) (1850-1919) – rabbin prussien
- Adolf Bernhardt (pl) (1801-1870) – chirurgien polonais
- Gustav Jacob Born (en) (1851-1900) – histologiste prussien, père de Max Born
- Wilhelm Freund (1806-1894) – philologue prussien
- Wilhelm Goldbaum (de) (1843-1912) - écrivain, journaliste et traducteur austro-prussien.
- Samuel Holdheim (1806-1860) – rabbin et théologien, un des fondateurs du judaïsme réformé en royaume de Prusse
- Isidor Kastan (de) (1840-1931) - journaliste, écrivain et médecin allemand.
- Maximilian Kempner (de) (1854-1927) – juriste et député du Reichstag
- Edward Lasker (1885-1981) - ingénieur américain, joueur d'échecs avec le titre de maître international et joueur de go
- Louis Phillips (1830-1900) – né Louis Galefsky, riche propriétaire terrien et éleveur dans le comté de Los Angeles, en Californie.
- Eugen Rehfisch (de) (1862-1937) – médecin allemand, spécialiste en neuro-urologie
- Adolf Warschauer (de) (1855-1930) – historien allemand, directeur des archives d'État prussiennes

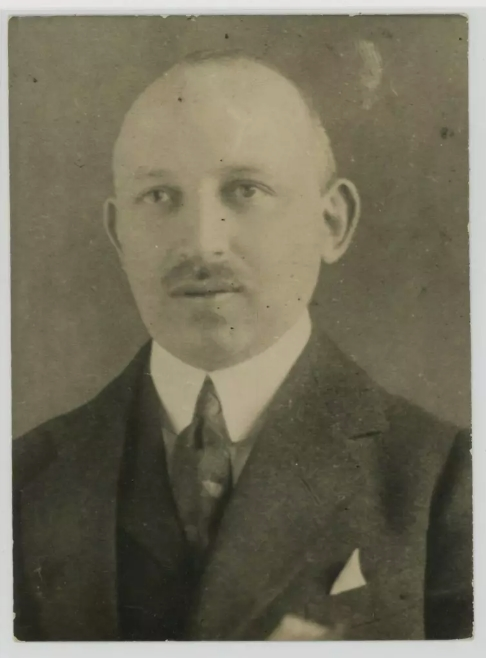
Hermann Aron
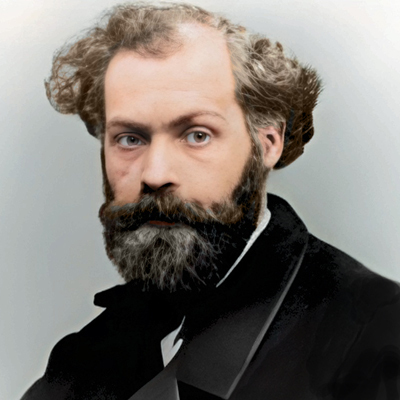
Gustav Jacob Born
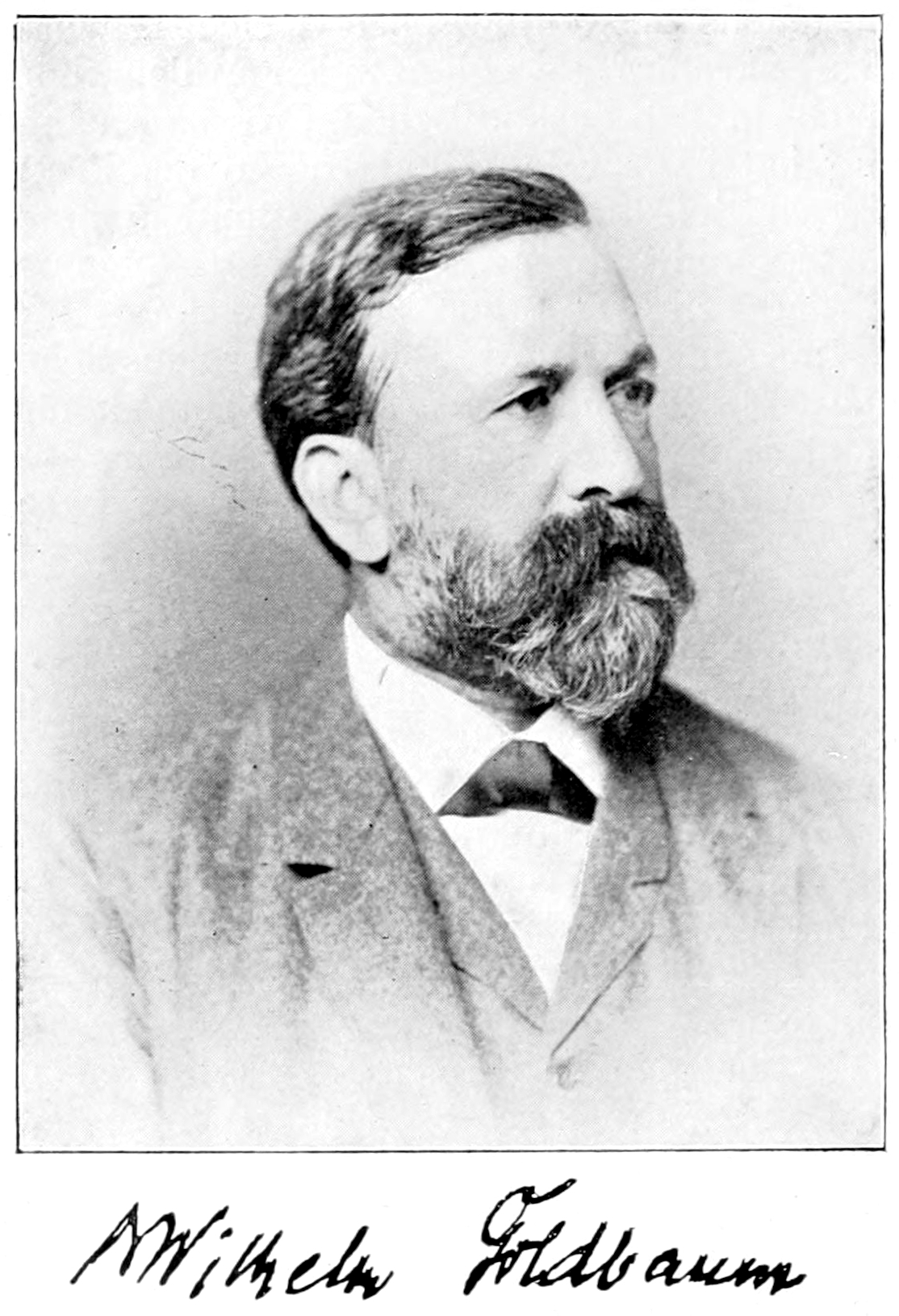
Wilhelm Goldbaum
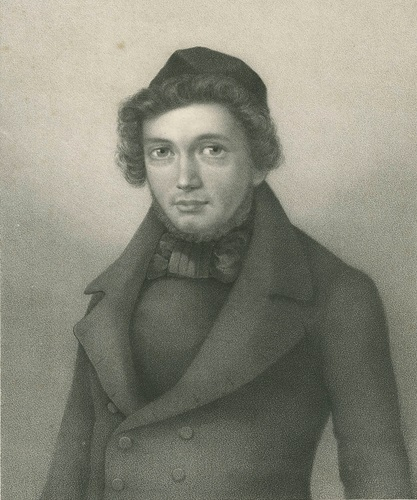
Samuel Holdheim
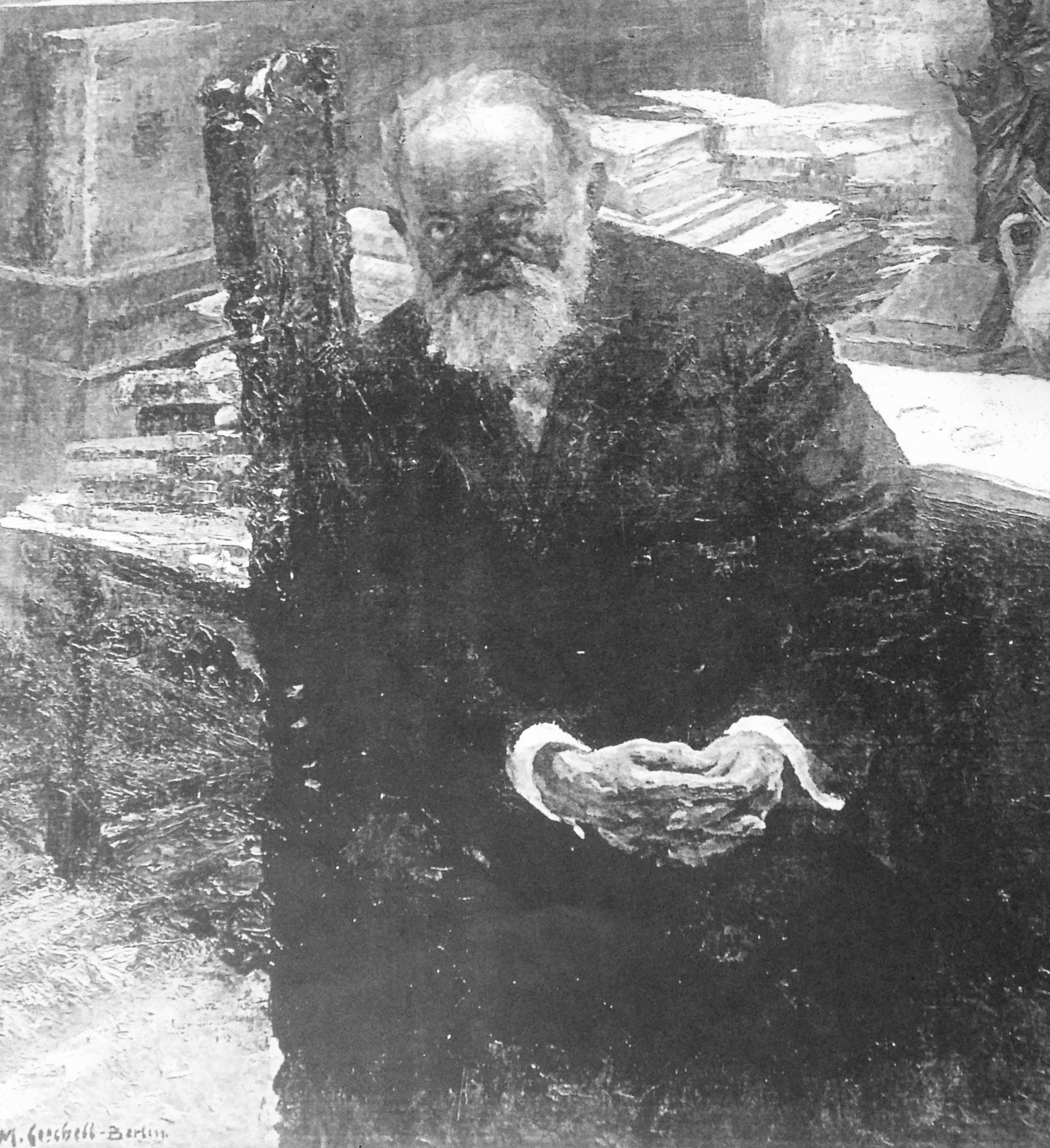
Isidor Kastan peint par Moritz Coschell
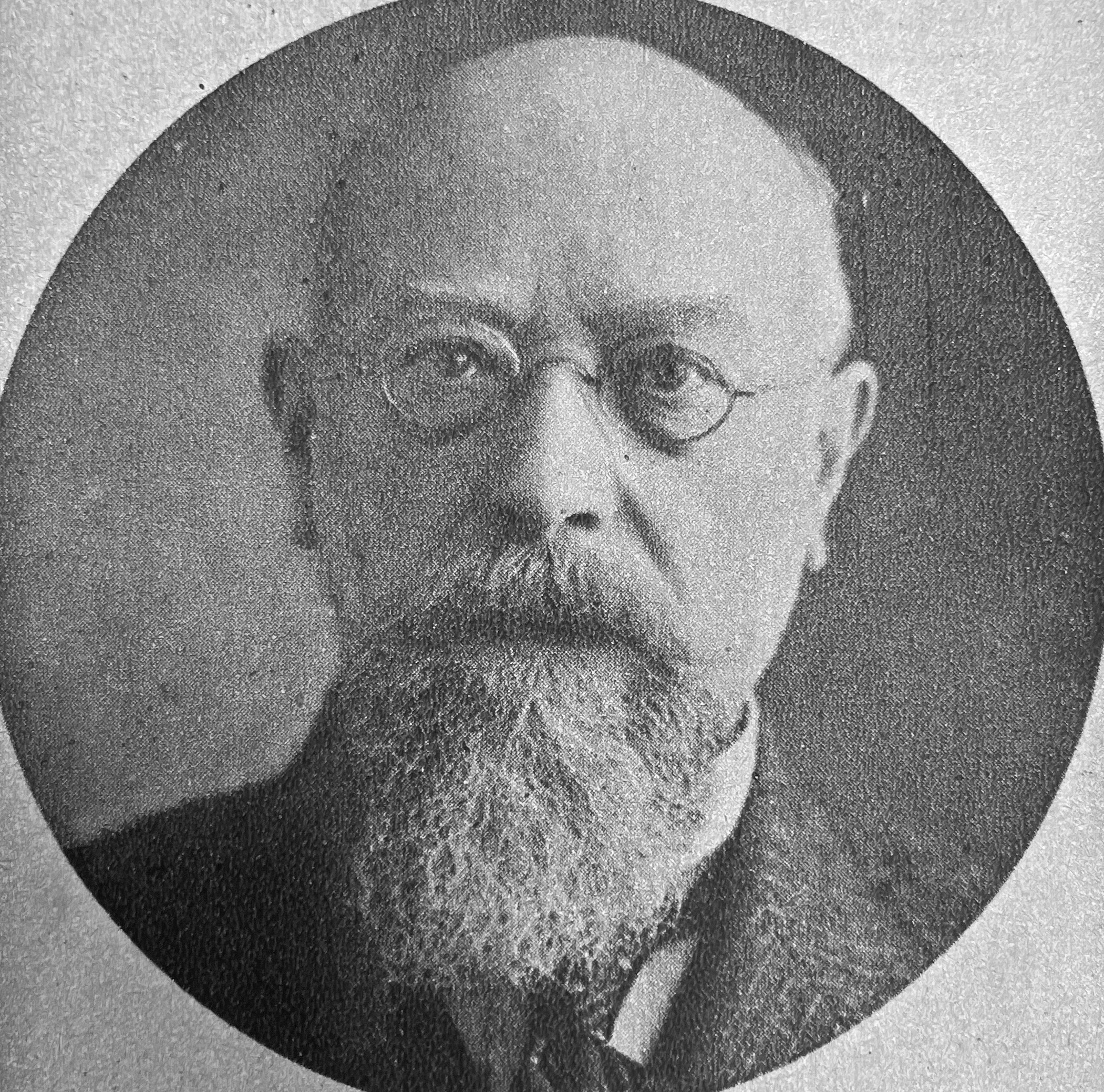
Maximilian Kempner
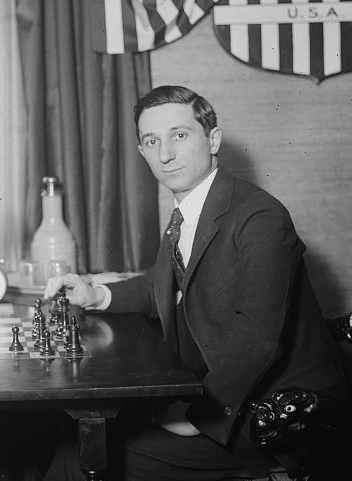
Edward Lasker
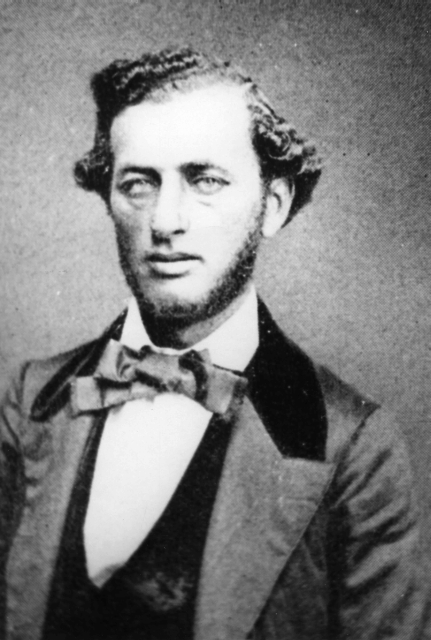
Louis Phillips
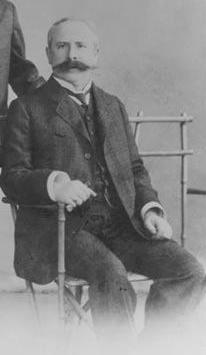
Eugen Rehfisch
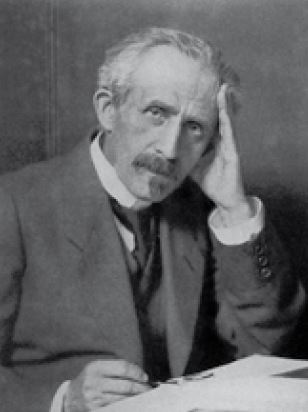
Adolf Warschauer

## Évolution de la population juive
| Population juive à Kępno, |                     |                 |                      |
| Date                      | Population de Kępno | Nombre de Juifs | Pourcentage de Juifs |
| 1674                      | ~1 300              | ~50             | ~3,8 %               |
| 1784                      | ~3 000              | ~1 200          | 40 %                 |
| 1794                      | 2 768               | 1 411           | 50,9 %               |
| 1798                      | 2 658               | 1 470           | 55,3 %               |
| 1800                      | 3 536               | 1 308           | 37,0 %               |
| 1816                      | 4 005               | ~1 300          | ~32,5 %              |
| 1820                      | 4 713               | 2 578           | 54,7 %               |
| 1837                      | 6 156               | 3 476           | 56,5 %               |
| 1840                      | 6 269               | 3 577           | 57,1 %               |
| 1849                      | 5 682               | 3 189           | 56,1 %               |
| 1862                      | ~6 000              | ~2 500          | ~41,7 %              |
| 1871                      | 6 030               | 2 449           | 40,6 %               |
| 1895                      | 5 757               | 1 237           | 21,5 %               |
| 1903                      | 5 707               | 1 158           | 20,3 %               |
| 1905                      | 5 868               | 804             | 13,7 %               |
| 1910                      | ~6 400              | 739             | ~11,5 %              |
| 1921                      | 6 390               | 262             | 4,1 %                |
| 1925                      | 6 681               | 128             | 1,9 %                |
| 1927                      | 6 968               | 132             | 1,9 %                |
| 1928                      | 6 927               | 143             | 2,1 %                |
| 1929                      | 6 811               | 158             | 2,3 %                |
| 1930                      | 6 872               | 160             | 2,3 %                |
| 1931                      | 6 886               | 262             | 3,8 %                |
| janvier 1945              | 8 021               | 0               | 0 %                  |
| décembre 1945             | 5 704               | 8               | 0,14 %               |
| 1946                      | 8 246               | 0               | 05 %                 |